# Vitex collina
Vitex collina là một loài thực vật có hoa trong họ Hoa môi. Loài này được (Montrouz.) Beauvis. miêu tả khoa học đầu tiên năm 1901.